# Colloques des simples et des drogues de l'Inde
Les Colloques des simples et des drogues de l'Inde (en portugais : Colóquios dos simples e drogas da India) est un traité publié par Garcia de Orta en 1563 à Goa, alors capitale de la vice-royauté du Portugal en Inde. Il est le résultat de trente années d’études et d’observations de la part de l'auteur sur les plantes médicinales (les « simples ») de la région et sur leurs usages.

## Description
Les Colloques sont organisés comme une série de dialogues entre Da Orta et un médecin imaginaire nommé Ruano, qui souhaite en apprendre davantage sur les trésors des Indes. En 58 chapitres, l'auteur énumère toutes sortes de plantes médicinales, d'épices et de pierres, en donnant pour chacune son étymologie et ses applications.
Liste des colloques et des drogues traitées
1. Em que se introduze ho doctor Ruano (introduction)
2. Do aloes (aloès)
3. Do ambre (ambre gris)
4. Do amomo (cardamome)
5. Do anacardo (noix de cajou)
6. Da árvore triste (arbre triste)
7. Do altiht (ase fétide)
8. Do bangue (cannabis)
9. Do benjuy (benjoin)
10. Do ber (jujube)
11. Do cálamo aromático (acore odorant)
12. Da camfora (camphre)
13. Do cardamomo (cardamome)
14. Da cassia fistula (casse)
15. Da canella
16. Do coquo
17. Do costo
18. Do crisicola
19. Das cubebas
20. Do datura
21. Do ebur
22. Do faufel e dos figos da India
23. Do folio índico o folha da India
24. De duas maneiras de galanga
25. Do cravo
26. Do gengivre
27. De duas maneiras de hervas contra as camaras ... e de uma herva que não se leixa tocar sem se fazer murcha
28. Da jaca, e dos jambolòes, e dos jambos e das jamgomas
29. Do lacre
30. De linhaloes
31. Do pao chamado 'cate' do vulgo
32. Da maça e noz
33. Da manná purgativa
34. Das mangas
35. Da margarita ou aljofar, e do chanco, donde se faz o que chamamos madreperola
36. Do mungo, melão da India
37. Dos mirabolanos
38. Dos mangostões
39. Do negundo o sambali
40. Do nimbo
41. Do amfião
42. Do pao da cobra
43. Da pedra diamão
44. Das pedras preciosas
45. Da pedra bazar
46. Da pimenta preta, branca e longa, e canarim, e dos pecegos
47. Da raiz da China
48. Do ruibarbo
49. De tres maneiras de sandalo
50. Do spiquenardo
51. Do spodio
52. Do squinanto
53. Dos tamarindos
54. Do turbit
55. Do thure... e da mirra
56. Da tutia
57. Da zedoaria e do zerumbete

## Éditions

### Texte original
- (pt) Garcia de Orta, Coloquios dos simples, e drogas he cousas mediçinais da India, Goa, Ioannes de Endem, 1563, 247 p. (lire en ligne).

### Traductions
- (en) Garcia de Orta (trad. Clements Markham), Colloquies on the Simples and Drugs of India, Londres, H. Sotheran and Co., 1913, 508 p. (lire en ligne).
- Garcia de Orta (trad. Sylvie Messinger-Ramos, Françoise Marchand-Sauvagnargues et Antonio Ramos), Colloques des simples et des drogues de l'Inde, Actes Sud, 2004, 736 p. (ISBN 2-7427-4770-2 et 978-2-7427-4770-2, OCLC 418125852, lire en ligne).